# Sporisorium lepturi
Sporisorium lepturi är en svampart som först beskrevs av Thüm., och fick sitt nu gällande namn av Vánky 1991. Sporisorium lepturi ingår i släktet Sporisorium och familjen Ustilaginaceae.   Inga underarter finns listade i Catalogue of Life.